# Distrikt Cotabambas
Der Distrikt Cotabambas liegt in der Provinz Cotabambas in der Region Apurímac in Südzentral-Peru. Der Distrikt wurde am 21. Juni 1825 gegründet. Er hat eine Fläche von 329 km². Beim Zensus 2017 wurden 3886 Einwohner gezählt. Im Jahr 1993 lag die Einwohnerzahl bei 4733, im Jahr 2007 bei 4166. Sitz der Distriktverwaltung ist die 3425 m hoch gelegene Ortschaft Cotabambas mit 1604 Einwohnern (Stand 2017). Cotabambas liegt 30 km nordwestlich der Provinzhauptstadt Tambobamba.

## Geographische Lage
Der Distrikt Cotabambas liegt im Andenhochland im Norden der Provinz Cotabambas. Der Río Apurímac fließt entlang der nördlichen Distriktgrenze nach Westen. Dessen Nebenflüsse Río Aquillano und Río Vilcabamba verlaufen entlang der östlichen und westlichen Distriktgrenze nach Norden.
Der Distrikt Cotabambas grenzt im Süden an den Distrikt Coyllurqui, im Westen an den Distrikt Curahuasi (Provinz Abancay), im Norden an den Distrikt Chinchaypujio (Provinz Anta) sowie im Osten an den Distrikt Tambobamba.

## Ortschaften
Neben dem Hauptort Cotabambas gibt es folgende größere Ortschaften im Distrikt:
- Ccochapata (433 Einwohner)
- San Juan (279 Einwohner)